# 道の駅さかい (茨城県)
道の駅さかい（みちのえき さかい）は、茨城県猿島郡境町にある国道354号の道の駅である。

## 施設

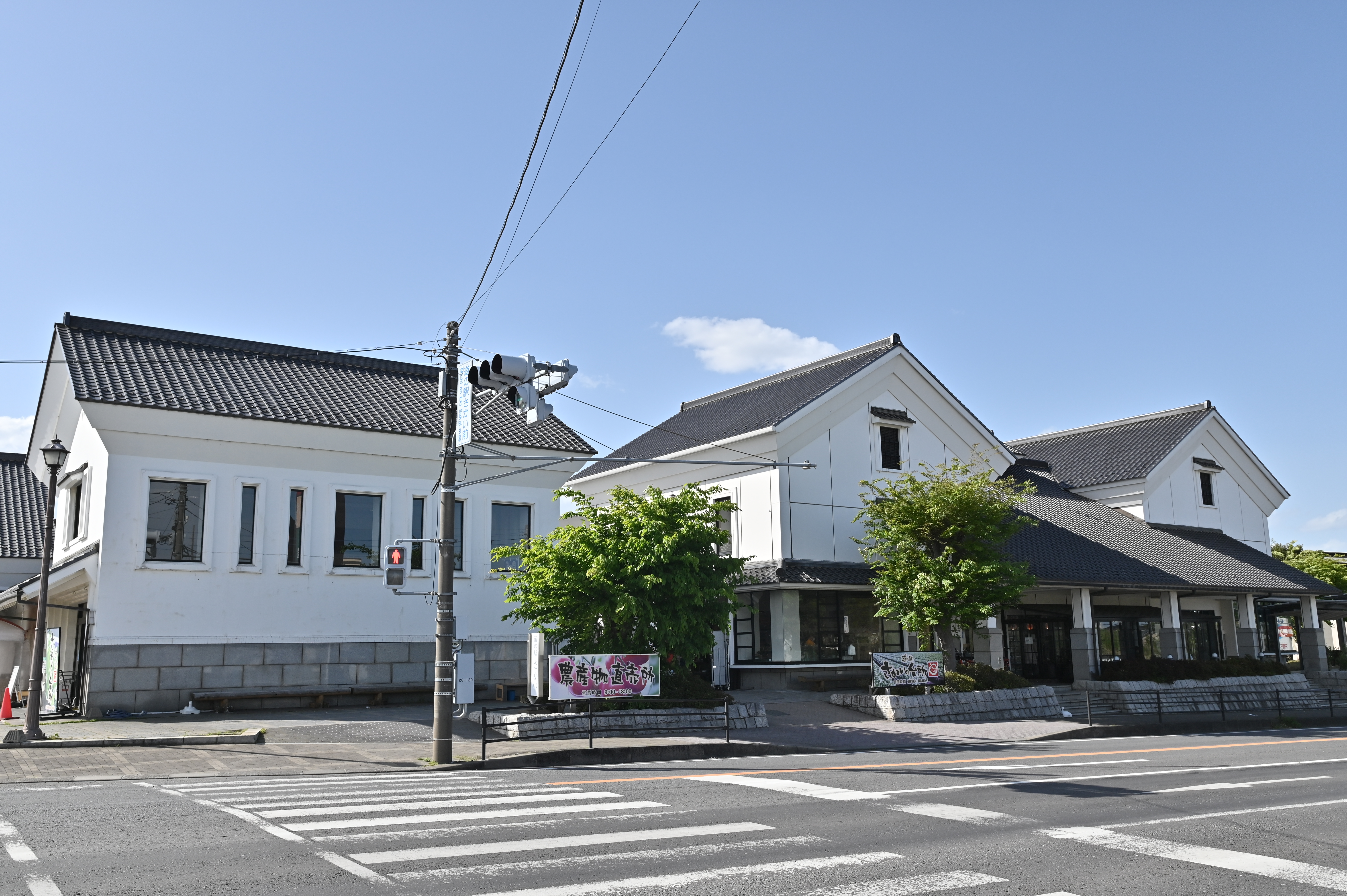
道の駅さかいの観光物産館。特産品販売所・沖縄県国頭村公設市場が入る。（2022年4月撮影）

江戸時代に栄えた河岸周辺の風景をイメージし、建物は蔵造り風となっている。
近隣には道の駅さかいと同じ株式会社さかいまちづくり公社が運営する河岸の駅さかいがある。2022年7月に両施設を結ぶ約1.5kmの周遊コースが完成し遊歩道が整備されている。
また、道の駅さかいは沖縄県国頭郡国頭村にある道の駅ゆいゆい国頭と友好交流協定を結んでいる。こうした関係から、沖縄県の物産販売や、沖縄そばやブルーシールアイスクリームといった軽食を提供する「沖縄県国頭村公設市場」を、2020年8月8日にオープンした。
- 駐車場（小型車112台、大型車13台、身体障害者用2台）
- トイレ
- 観光物産館
  - 特産品販売
  - 情報コーナー
  - 沖縄県国頭村公設市場 - 2020年オープン
- 無料休憩所
- CAFE & BBQ CORG'S（コーグス） - 休業中
- さかい河岸ブルワリー
- さかいサンド - 六次化産業施設として2018年オープン、建物は隈研吾設計
- 茶蔵 - 2019年オープン、建物は隈研吾設計
  - さかいキッチンDELICA - 惣菜テイクアウト店、2020年5月リニューアルオープン[3]。開業当初はビュッフェレストランであった。
  - さしま茶サロン（休業中）
  - さかい鉄板

## 道路
- 国道354号 - 登録路線
- 茨城県道17号結城野田線
  - 茨城県道126号尾崎境線
  - 茨城県道137号若境線

## 周辺
- 境大橋
- MGMパワーセンター（旧・境ショッピングモールFiSS）
  - MGM境店（パチンコ店）
  - ドン・キホーテ境大橋店
  - 御老公の湯（天然温泉）
  - エクセル茨城境（場外馬券売場）
  - カスミ境大橋店
- 境ショッピングモールFiSS 2nd（サカイモール）
  - DCM 境店
  - ケーズデンキ 境FiSSパワフル館
  - とれるんキングダムサカイモール店（旧・WonderGOO 境FiSS店）
- 利根川
- 境町役場
- 千葉県立関宿城博物館（利根川対岸）